# GSAT-14
GSAT-14 – indyjski geostacjonarny satelita telekomunikacyjny. Ma zająć pozycję orbitalną 74°E. Planowy czas działania satelity wynosi 12 lat.

## Budowa i działanie
Satelita został zbudowany przez ISRO w oparciu o rodzimą platformę I-2K. Satelita ma zastąpić statek GSAT-3, wystrzelony w 2004 roku. 
Satelita przenosi 6 transponderów pasma Ku i 6 transponderów pasma C, obejmujących swym zasięgiem całe Indie. Korzystają one z jednej dwumetrowej i jednej 2,2-metrowej anteny.
Statek posiada dwa panele ogniw słonecznych wytwarzających do 2600W. Stabilizowany trójosiowo. Silniczki satelity działają na paliwo dwuskładnikowe, monometylohydrazynę i mieszaninę tlenków azotu (MON-3). Główny napęd zapewnia silnik LAM na paliwo ciekłe.
Systemu statku wykorzystują kilka nowych urządzeń:
- żyroskop ze światłowodem (Fiber Optic Gyro)
- czujnik Słońca z aktywnym pikslem (Active Pixel Sun Sensor)
- dwa nadajniki pasma Ka do badań nad wpływem warunków atmosferycznych na łączność satelitarną w tymże paśmie
- eksperymentalne powłoki do kontroli temperatury

## Start
Start satelity miał pierwotnie odbyć się 19 sierpnia 2013 roku o 11:20 UTC. Z uwagi na wyciek paliwa w drugim stopniu rakiety, start przełożono na 5 stycznia 2014.
Mimo trwających badań przyczyn wycieku, ISRO zdecydowała się na wymianę całego drugiego stopnia (GS-2) rakiety nośnej. Wymianie podległy także 4 dodatkowe rakiety na paliwo ciekłe.